# Giovanni Battista Manso

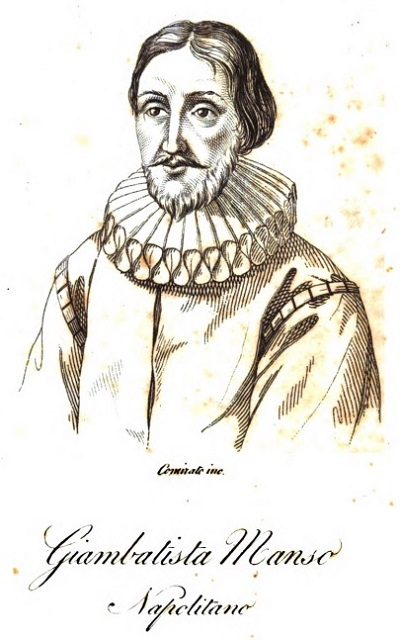
Giovanni Battista Manso

Giovanni Battista Manso (* 1570 in Neapel; † 28. Dezember 1645 ebenda) war ein italienischer Aristokrat, Gelehrter und Förderer der Künste und Künstler.

## Leben
Giambattista Manso war ein wohlhabender Adliger und ein prominenter Förderer der Künste und Literatur in Neapel im späten 16. Jahrhundert und in der ersten Hälfte des 17. Jahrhunderts. In seiner Jugend kämpfte er sowohl im Dienst des Hauses Savoyen als auch des spanischen Vizekönigreichs, zog sich aber schließlich aus dem Militärleben zurück, um in seiner Villa mit Blick auf den Golf von Neapel ein Patrizierdasein zu führen. Zu Beginn des Seicento war Manso nach dem ansässigen spanischen Vizekönig wahrscheinlich die einflussreichste und mächtigste Persönlichkeit in seiner Heimatstadt. Er gründete 1611 die Accademia degli Oziosi in Neapel und förderte aktiv die Gründung des Collegio de’ Nobili für die Ausbildung junger neapolitanischer Aristokraten unter der Leitung der Jesuiten. Er war Autor eines Gedichtbandes („Poesie Nomiche“, 1635), zweier Dialogsammlungen („I paradossi, ovvero dell’amore“, 1608, und „Erocallia, ovvero dell’amore e della bellezza“, 1628) und einer Reihe anderer Prosawerke, von denen das heute bekannteste die „Vita di Torquato Tasso“ (1619), die erste Biographie des Dichters, ist. Dieser „coltissimo cavaliere“ – wie ihn der Literaturhistoriker Girolamo Tiraboschi aus dem 18. Jahrhundert nannte – kannte viele der führenden italienischen Letterati seiner Zeit. Zu seinen Bekannten zählten Paolo Beni (der einflussreiche Literaturkritiker und Theoretiker), Giambattista della Porta, Antonio Bruni, Tommaso Campanella, Torquato Accetto, Galileo Galilei und viele andere Schriftsteller, Künstler und Philosophen auf der ganzen Halbinsel; und sein Kreis in Neapel selbst umfasste praktisch alle wichtigen Persönlichkeiten des literarischen Lebens der Stadt. Er war außerdem der Freund und Wohltäter von Torquato Tasso und Giambattista Marino, den vielleicht zwei wichtigsten italienischen Dichtern zu Mansos Lebzeiten.
Manso freundete sich mit Tasso während der unruhigen Wanderzeit des Dichters nach seiner Entlassung aus der Haft in Ferrara an; ein dankbarer Tasso widmete ihm einen Dialog über Freundschaft mit dem Titel „Il Manso ovvero dell’amicizia“ (1594). Tasso hat Manso auch unter den anderen Fürsten seines Landes gefeiert, in seinem Gedicht mit dem Titel „Gerusalemme conquistata“ (Buch XX).
Manso rettete Marino wiederholt aus persönlichen und rechtlichen Problemen und half Marino sogar bei der Flucht nach Rom, um der Androhung eines Todesurteils durch den Vizekönig von Neapel zu entgehen, nachdem er einen waghalsigen Versuch unternommen hatte, einen Freund aus dem Gefängnis zu retten. Später ließ Manso Marino die Wiederveröffentlichung von „Il Manso“ persönlich beaufsichtigen und arbeitete an einer Biographie von Marino nach dessen Tod im Jahr 1625. Als John Milton Ende 1638 Manso in Neapel besuchte, war sein alternder Gastgeber „ein lebendes Symbol der italienischen Literatur geworden“, dessen Leben weithin als „in vielen Punkten mit dem Verlauf der italienischen Literatur während des vorangegangenen halben Jahrhunderts identifiziert wurde, und insbesondere mit den intellektuellen Interessen Süditaliens in seinem Zustand als spanische Provinz.“ Bevor Milton die Stadt verließ, schrieb er sein lateinisches Gedicht „Mansus“ und überreichte es dem Marquis als Abschiedsgeschenk.

## Werke
- I paradossi overo dell’Amore dialogi. Mailand 1608.
- Erocallia overo dell’Amore e della Bellezza. Evangelista Deuchino, Venedig 1618 (google.it).
- Poesie nomiche divise in Rime amorose, sacre e morali. Francesco Baba, Venedig 1634 (google.com).
- Vita di Torquato Tasso. Evangelista Deuchino, Venedig 1621.